# Echinorhynchus pleuronectis
Echinorhynchus pleuronectis är en hakmaskart som beskrevs av Gmelin 1790. Echinorhynchus pleuronectis ingår i släktet Echinorhynchus och familjen Echinorhynchidae. Inga underarter finns listade i Catalogue of Life.